# Occupational Health and Safety Assessment Series
Die Occupational Health- and Safety Assessment Series (OHSAS 18001) war in Großbritannien und Polen eine harmonisierte Norm, die in vielen Ländern als Zertifizierungsgrundlage für Managementsysteme zum Arbeitsschutz (AMS) verwendet wurde.
Die Struktur von OHSAS 18001 orientierte sich eng an den Normen ISO 9001 und ISO 14001. Somit eignete sich der Standard zur Anwendung als Teil eines integrierten Managementsystems, das heute durch die High Level Structure abgebildet wird.
Die OHSAS 18001 beruht auf dem englischen Standard BS 8800:1996. Die Internationale Norm ISO 45001 löste die OHSAS 18001 im Juni 2018 ab.

## Zertifizierung
In Deutschland konnten Betriebe ihr Arbeitsschutzmanagementsystem durch von der Deutschen Akkreditierungsstelle akkreditierten Zertifizierern nach OHSAS 18001 zertifizieren lassen. Nach Einführung der ISO 45001 im Jahre 2018 bestand für drei Jahre die Möglichkeit, die OHSAS 18001 bei Re-Zertifizierungen auf den neuen Standard anzupassen. Dies ist nach Ablauf des Jahres 2021 nicht mehr möglich.

## Geschichte
Die OHSAS war ein durch das BSI 1999 initiierter Standard für ein Arbeitsschutzmanagementsystem. Damit ist die OHSAS 18001 eines der ersten Arbeitsschutzmanagementsysteme weltweit. Zudem war der Standard Grundlage für die Entwicklung der ISO 45001. Eine internationale OHSAS Project Group unter Leitung des BSI erarbeitete den Standard, der nahezu 20 Jahre prägend für die Arbeitssicherheit in Europa war und auch viele firmenspezifische Arbeitsschutzmanagementsysteme beeinflusst hat.